# Regional Four Day Competition 2010/11
Der Regional Four Day Competition 2010/11 war die 45. Saison des nationalen First-Class-Cricket-Wettbewerbes in den West Indies und wurde vom 4. Februar bis zum 8. April 2011 ausgetragen. Im Finale konnte sich Jamaika mit 8 Wickets gegen Combined Campuses and Collages durchsetzen konnten.

## Format
Die sieben Mannschaften spielten in einer Gruppe gegen jedes andere Team jeweils zwei Mal. Für einen Sieg gibt es 12 Punkte, für eine Niederlage nach Führung nach dem ersten Innings vier Punkte, für einen Sieg nach dem ersten Innings bei einem Remis 6 Punkte, für eine Niederlage  nach dem ersten Innings bei einem Remis 6 Punkte, für eine Absage oder keine Entscheidung im ersten Innings 3 Punkte. Die ersten vier der Gruppe qualifizieren sich für das Halbfinale, dessen Sieger im Finale den Gewinner des Wettbewerbes ermitteln.

## Resultate

### Gruppenphase
Tabelle
Am Ende der Saison nahm die Tabelle die folgende Gestalt an.
| Team                           | Sp. | S | N | R | LWF | DWF | DLF | DLF | A | Ded | Punkte |
| ------------------------------ | --- | - | - | - | --- | --- | --- | --- | - | --- | ------ |
| Combined Campuses and Collages | 7   | 4 | 1 | 0 | 0   | 1   | 1   | 0   | 0 | 0   | 57     |
| Trinidad und Tobago            | 7   | 3 | 0 | 0 | 1   | 1   | 2   | 0   | 0 | 0   | 52     |
| England Lions                  | 7   | 2 | 0 | 0 | 0   | 4   | 1   | 0   | 0 | 0   | 51     |
| Jamaika                        | 7   | 2 | 0 | 0 | 0   | 4   | 1   | 0   | 0 | 0   | 51     |
| Windward Islands               | 7   | 2 | 1 | 0 | 2   | 1   | 1   | 0   | 0 | 0   | 41     |
| Barbados                       | 7   | 1 | 1 | 0 | 0   | 0   | 5   | 0   | 0 | 0   | 27     |
| Leeward Islands                | 7   | 1 | 4 | 0 | 1   | 0   | 0   | 0   | 1 | 0   | 19     |
| Guyana                         | 7   | 0 | 3 | 0 | 1   | 1   | 1   | 0   | 1 | 0   | 16     |

Sieg: 12 Punkte; Remis: 3 Punkte

### Halbfinale
| 1. – 3. April Scorecard | Cave Hill | Combined Campuses and Collages 256 (100) & 202 (86.4) | – | Windward Islands 173 (50.2) & 128 (35.2) |
|                         |           | Combined Campuses and Colleges gewinnt mit 157 Runs   |   |                                          |

| 1. – 4. April Scorecard | St. Augustine | Jamaika 664 (201.4) | – | Trinidad und Tobago 448-9 (134) |
|                         |               | Remis               |   |                                 |

Jamaika qualifizierte sich auf Grund des Gewinns in der Vorrunde gegen Trinidad und Tobago für das Finale.

### Finale
| 8. – 9. April Scorecard | Cave Hill | Combined Campuses and Collages 112 (50.1) & 122 (50.5) | – | Jamaika 225 (71.3) & 15-2 (6.1) |
|                         |           | Jamaika gewinnt mit 8 Wickets                          |   |                                 |